# Logic of Empire
Logic of Empire é uma história de ficção científica, escrita por Robert A. Heinlein, que faz parte da sua série de contos e livros agrupados sob o título Future History (História Futura).
Esta história, passada no início do Século XXI, narra as desventuras de dois amigos que, quase por acidente, são transportados para Vênus, onde devem trabalhar em um regime de escravidão por dívida.
Uma das frases mais citadas desta história é "Você assumiu como vilania o que é simplesmente resultado de estupidez.".